# ミンツェンティ・ヨージェフ
ミンツェンティ・ヨージェフ（ハンガリー語: Mindszenty József [ˈminʦɛntiˈjoːʒɛf], 1892年3月29日 - 1975年5月6日） は、ハンガリーのカトリック教会の枢機卿。第二次世界大戦後の1945年10月から約28年間、エステルゴム大司教（ハンガリーの首都大司教）を務めた。教会の自由の一貫した擁護者であり、逮捕・投獄を経験しながらもファシズムや戦後の共産主義とその迫害の反対者として知られた。

## 生涯

### 生い立ち及び経歴
ペーム・ヨージェフ（Pehm József）として1892年3月29日にオーストリア＝ハンガリー帝国のチェヒミンツェントで生まれた。父は判事であった。 
1915年6月12日に司祭に叙階され、1919年2月9日から3月15日までの間、伯爵カーロイ・ミハーイ臨時大統領を首班とするハンガリー人民共和国政権（第一共和制）下で逮捕され、釈放後8月1日のハンガリー評議会共和国の崩壊まで故郷の村に軟禁された。
1941年に、新しい名前を自分の故郷である村の名前の一部から取った。また、この時期にはファシストの矢十字党に対抗して独立小農業者党に加わった。1944年3月25日には、ヴェスプレームの司教に叙階された。同年11月26日に矢十字党政権の反対で逮捕され、反逆罪で起訴されたが、翌1945年4月に釈放された。

### 教会の指導者及び共産主義への反対
第二次世界大戦終了後の1945年9月15日、エステルゴム大司教（en:Roman Catholic Archdiocese of Esztergom-Budapest、ハンガリーの首都大司教）に指名された。1946年2月18日、教皇ピオ12世により枢機卿に任命された。
1948年、政府によりハンガリーでは多くの修道会の活動が禁じられ、残りの修道会の活動も大幅に制限された。同年12月26日、ミンツェンティは再び逮捕され、外患罪、共謀罪、および新たに成立した共産党政府の法律に反対した罪で告訴された。逮捕される少し前に、彼は如何なる陰謀にも加担せず、あらゆる告白は強迫の結果であるという趣旨をノートに書いた。
共産党政府により投獄されている時、彼はアメリカ人と共同でハンガリーに反抗したと「告白」したという。強要された「告白」の中で、オットー・フォン・ハプスブルクを東ヨーロッパの皇帝にする目的で聖イシュトヴァーンの王冠を含むハンガリーの王冠を盗む指揮を取った共産党政府を取り除くよう策謀し、第三次世界大戦を計画して戦争がアメリカの勝利となった暁には、彼自身はハンガリーで政治的権力を約束された等を認めたとされた。
1949年2月3日に公判は始まった。2月8日には共産党政府に対する反逆罪で終身刑の判決を下された。政府は『ミンツェンティのケースに関する書類』という彼の「告白」を含んだ証拠を収録した本を出した。ミンツェンティは法廷に入り、公然と非難された罪を「告白」した。2月12日、教皇ピオ12世は、裁判及び判決に関わった全ての人物に対して破門を宣告した。教書「アチェリモ・モエローレ」で公式に枢機卿の投獄を非難し、枢機卿が虐待されていると述べた。ミンツェンティは、後にゴム製の警棒で「告白」するよう同意するまで殴打されたと語った。
1956年10月30日のハンガリー動乱の最中にミンツェンティは牢獄から釈放され、翌日にはブダペストに戻った。11月2日、彼は反抗者を賞賛し、その翌日には反共産主義的進展に対して好意的なラジオ放送をおこなった。後にカーダール・ヤーノシュの自称「労働者と農民の政府」は、ハンガリー動乱が本質的に反革命的であることを示すために、彼の演説をハンガリー動乱の教会・帝国主義的影響の「証拠」として利用した。

### アメリカ大使館への避難

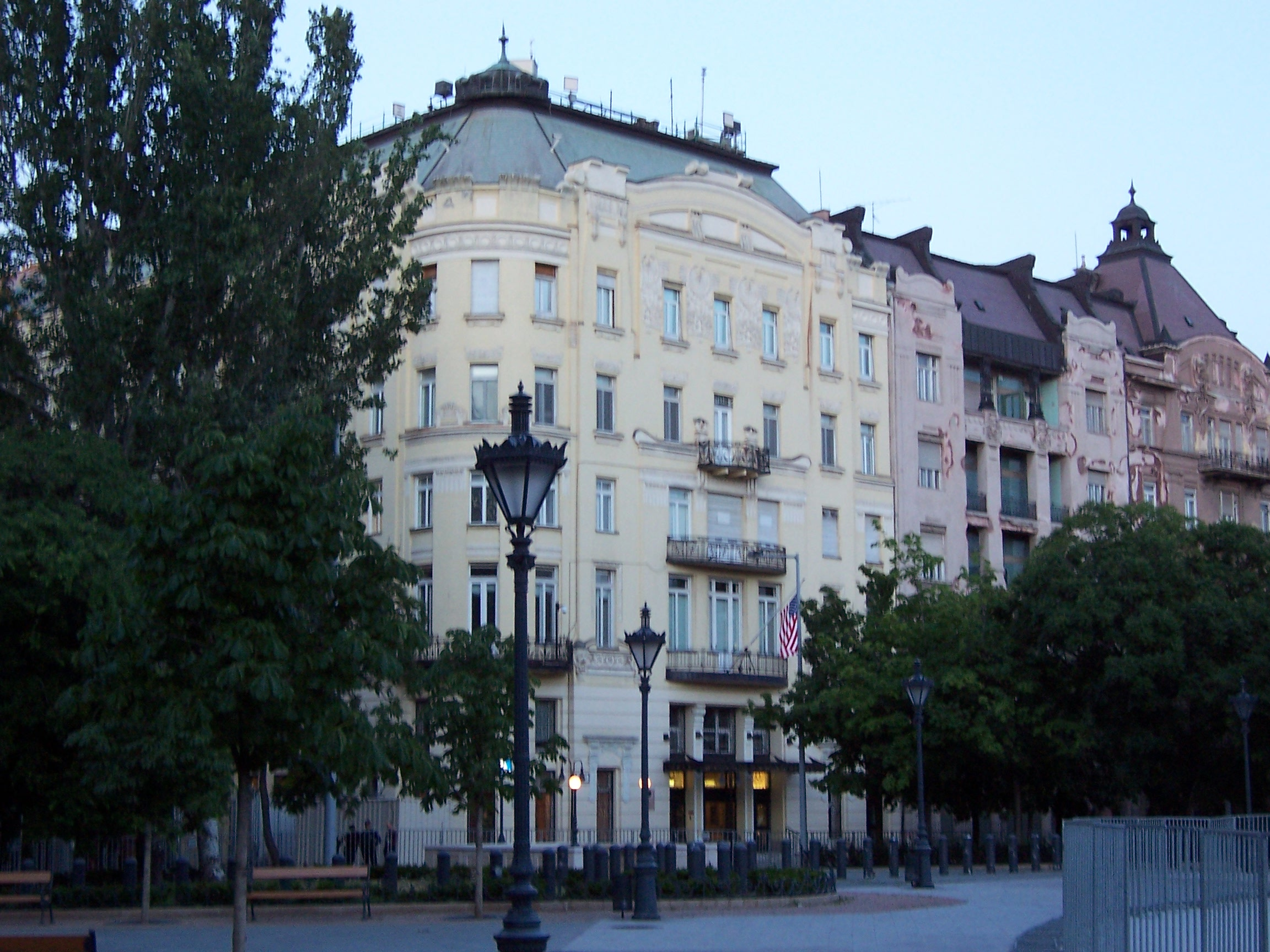
ブダペストのアメリカ大使館

打倒された共産党政府を復活させるために、ソ連が11月4日にハンガリーに侵攻すると、ミンツェンティはナジ・イムレの助言を求めてブダペストのアメリカ大使館に政治的避難所を得た。以降、彼は15年の間そこから離れることは出来なかった。
1960年末、ハンガリーで文化及び宗教的問題を管轄していた共産党政府のアツェール・ジェルジュは、ミンツェンティが重病にかかり、起こりうる彼の「殉教」の噂が広まることを益々不快と感じるようになった。しかし、アツェールはカーダール・ヤーノシュに、ミンツェンティの解放はバチカンに価値ある混乱を引き起こし、国に聖職者をより良く管理しうると確信させることは出来なかった。
アメリカ政府にとっても彼の滞在は不都合となった。ブダペストの大使館は既に人数が過密で、彼の居住地域は有効なスペースを占有しており、しかも追放されない限りは拡張許可がハンガリー当局から得られなかったためであった。

### 亡命から死去まで

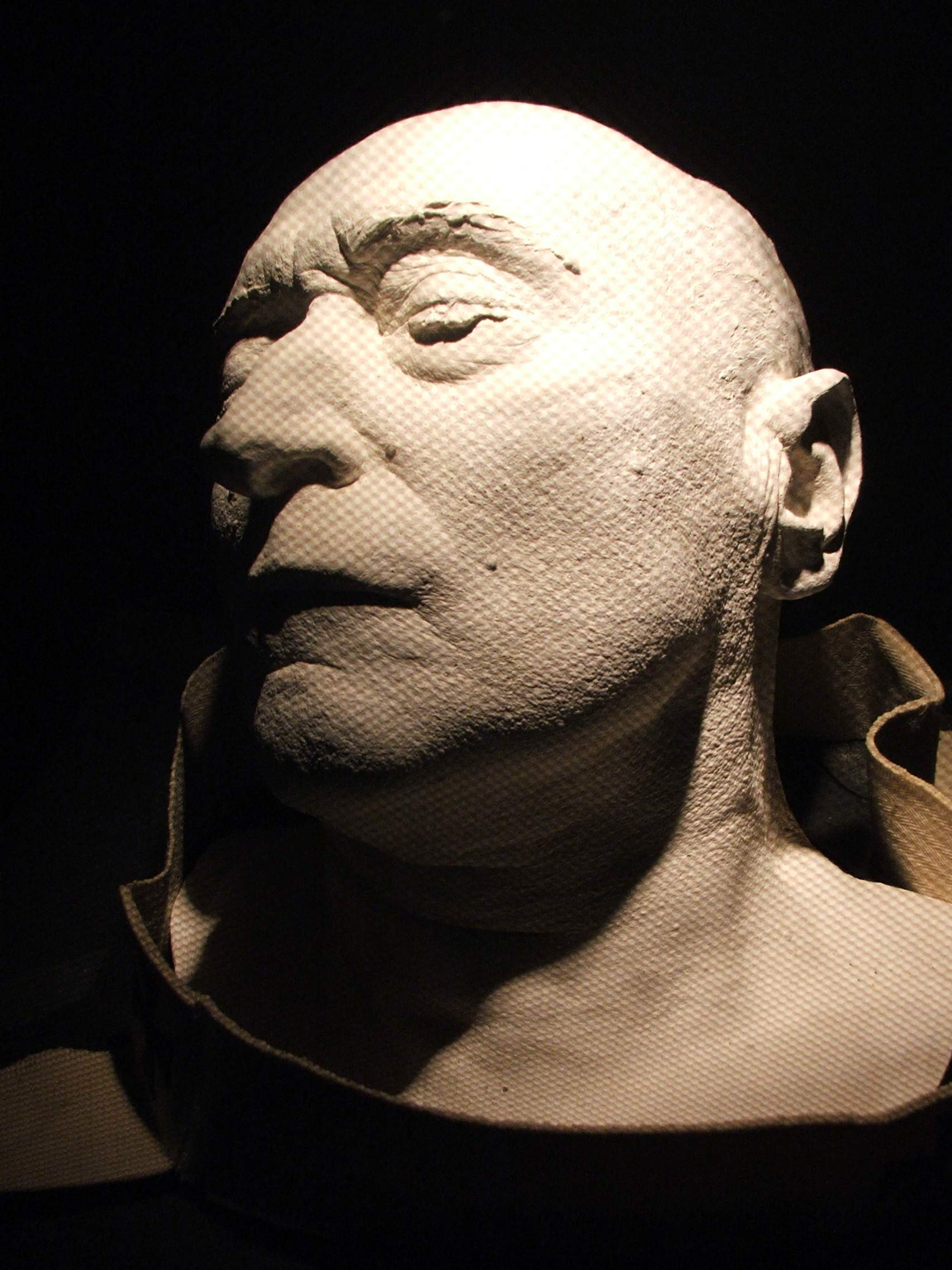
エステルゴムのミンツェンティ博物館にあるミンツェンティのデスマスク

結局、教皇パウロ6世は妥協案を出してミンツェンティを「歴史の犠牲者」であると宣言し、彼の政敵に対して科された破門を無効とした。1971年9月28日、ハンガリー政府はミンツェンティに出国する許可を与え、10月23日より彼はオーストリアのウィーンに亡命した。彼は、バチカンの援助によって無検閲での回想録出版と引き換えにハンガリーの首都大司教の職を辞すというローマの助言を受け入れず、通例司教は75歳近くで引退するところを、ミンツェンティは絶えず彼が辞任するという噂を否定し、大司教の座にとどまり続けた。
1973年12月、彼が81歳の時に教皇はミンツェンティの称号を削除し、エステルゴム大司教（ハンガリーの首都大司教）の座は空位となったと公式に宣言したが、教皇はミンツェンティが存命の間は後任者の指名を拒んだ。1975年5月6日、ミンツェンティは亡命先のウィーンで亡くなった。翌1976年初めに教皇はレーカイ・ラースロー（Lékai László）司教をハンガリーの首都大司教に任命し、共産党政府との長期の争いを終わらせた。レーカイ司教はカーダール・ヤーノシュ政権に対して極めて友好的であった。

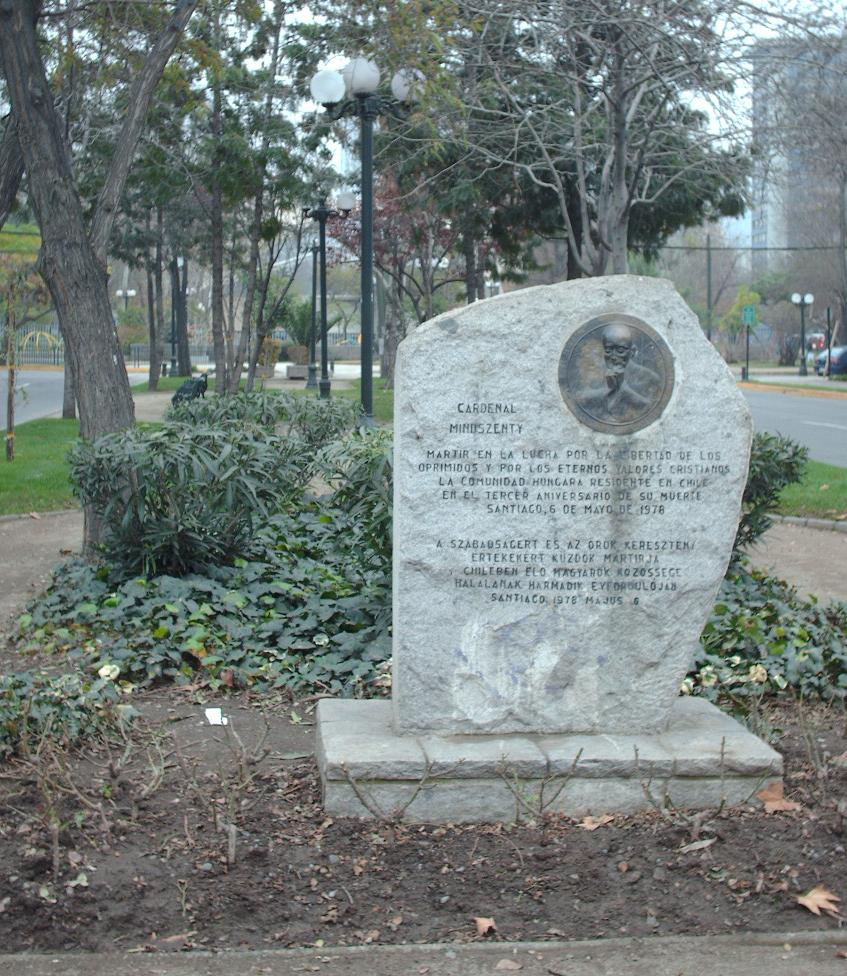
チリのサンティアゴにあるミンツェンティの記念碑

1991年、彼の亡骸は新たに民主的に選ばれた政府によりエステルゴムに戻され、エステルゴム大聖堂に埋葬された。

## 映画
ミンツェンティの生涯、ソビエト独裁のハンガリー及び共産主義に対する闘いは、1950年の映画『反逆の罪』(Guilty of Treason) で部分的に個人的な文書に基いており、チャールズ・ビックフォードが彼の役を演じている。